# Vic Firth

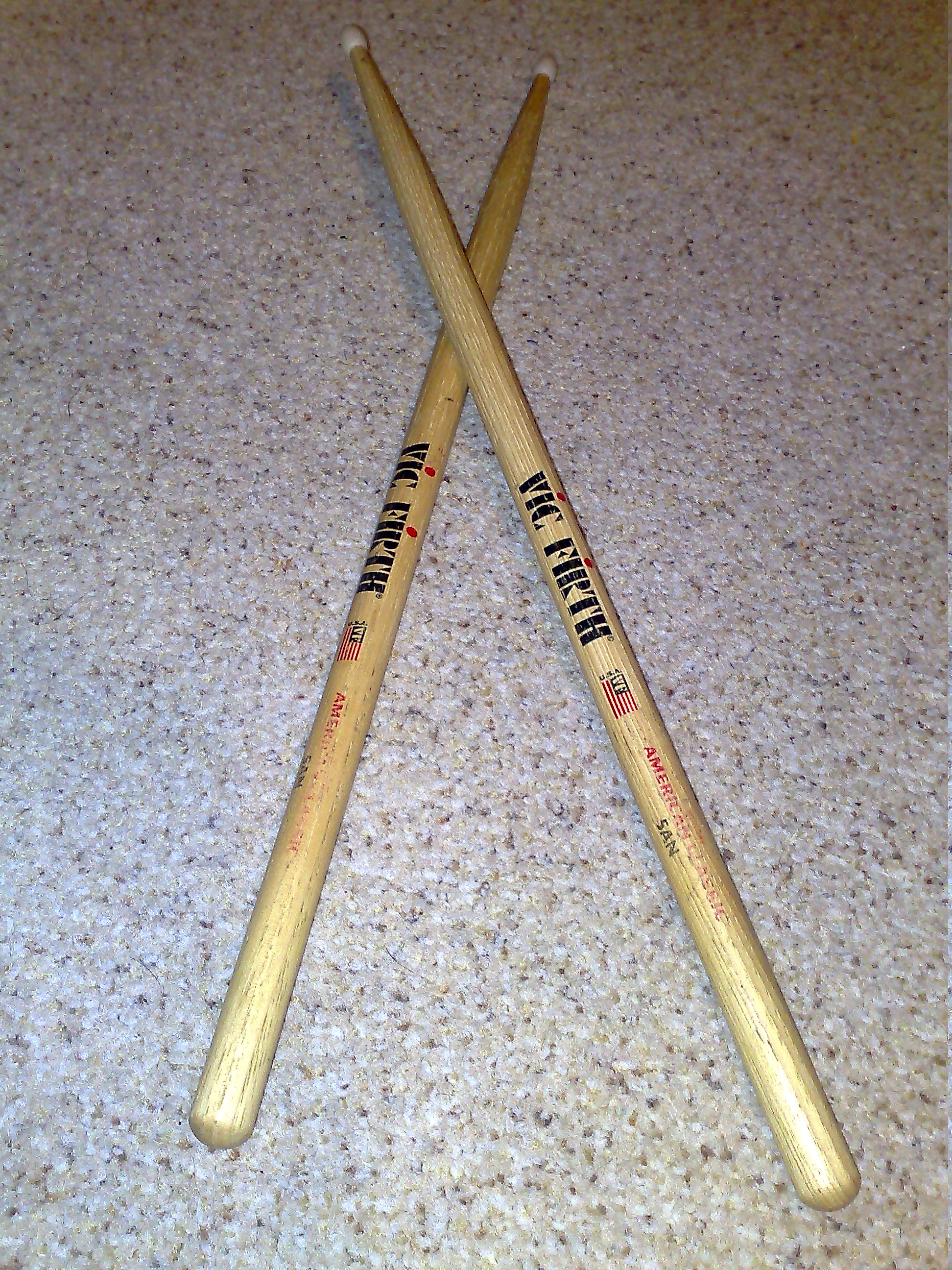
Vic Firth drumsticks

Vic Firth é a mais velha companhia manufaturada de baquetas para bateria do mundo. A companhia foi fundada no ano de 1963 por Everett "Vic" Firth, então membro da Boston Symphony Orchestra. Firth começou a fazer protótipos de baquetas, todas com a mão, e então a vendê-las aos estudantes local.
A companhia oferece os tamanhos padronizados de baquetas; (7A, 5A, 5B, 2B e Rock) assim como também oferece baquetas mais criativas "dos dois" lados. Eles fazem também diversas outras linhas de baquetas, como a "American Classic", "American Classic Nylon", "American Custom", etc.
Por trás das baquetas, a companhia faz também uma variedade de bilros (bilros de marimba, bilros de percussão orquestral, etc). O design para as baquetas e bilros são inspirados nas experiências de negócios de Firth, seus colegas e companheiros de percussão, e também em famosos bateristas da indústria.
A companhia também manufatura pads para prática, porta-baquetas, e até mesmo torno para ferramentas de cozinha, como rolo de pastel e outras coisas.
Vic Firth também é fabricada no Maine.